# 6403 Steverin

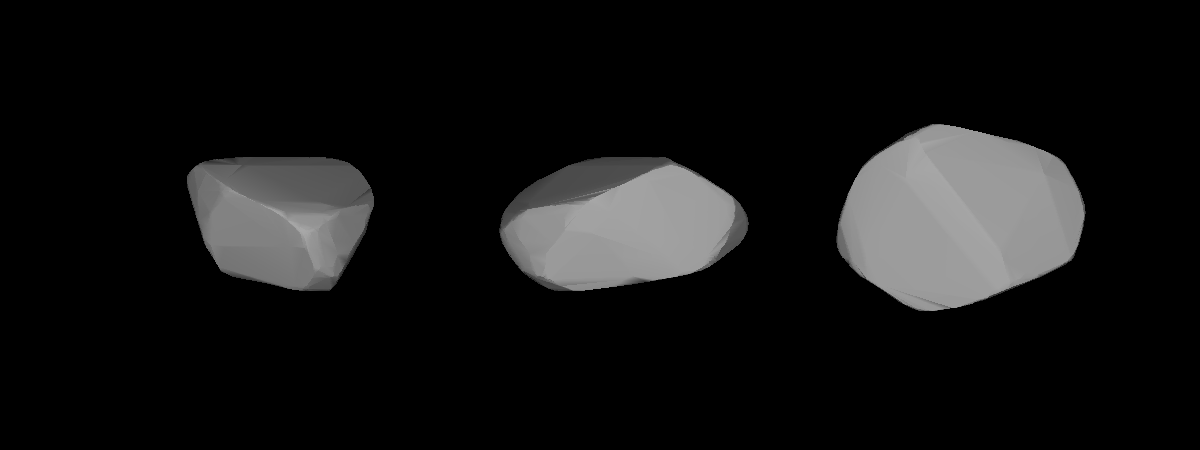
6403 Steverin

6403 Steverin eller 1991 NU är en asteroid i huvudbältet som upptäcktes 8 juli 1991 av den amerikanske astronomen Eleanor F. Helin vid Palomar-observatoriet. Den är uppkallad efter Steven Newburn och Erin Fischer.
Asteroiden har en diameter på ungefär 6 kilometer och den tillhör asteroidgruppen Maria.